# Данстан (водохранилище)
Данстан (англ. Lake Dunstan) — водохранилище на реке Клута в регионе Отаго Новой Зеландии. Площадь зеркала — 26 км². Расположено на Южном острове.
В 1992 году была построена плотина, тогда же началось наполнение. Полностью заполнено в 1993 году. На берегу находится город Кромвел. Воды водохранилища используются для орошения.